# AUSTRUMI
AUSTRUMI (Austrum Latvijas Linux) es una minidistribución de Linux en formato tarjeta de negocios en LiveCD de 121 MB, del sistema operativo GNU/LinuxLinux, enfocada para los usuarios de Letonia, y que soporta el idioma inglés, además de los idiomas letón, ruso, español, italiano y griego.
AUSTRUMI está basada en Slackware y es similar a Puppy Linux, pero incluye un conjunto de características que la diferencian de esta última, como que, por ejemplo, utiliza Metacity, en vez de JWM.

## Requerimientos

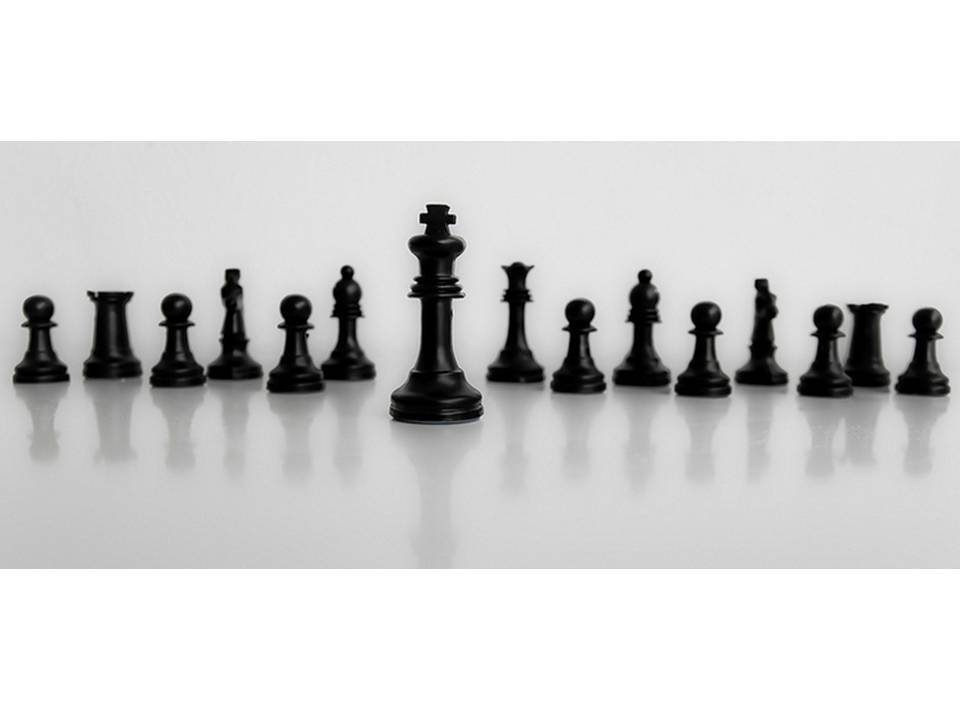
Captura del escritorio de Austrumi en la que hay abierto uno de los videojuegos que incluye (ajedrez).

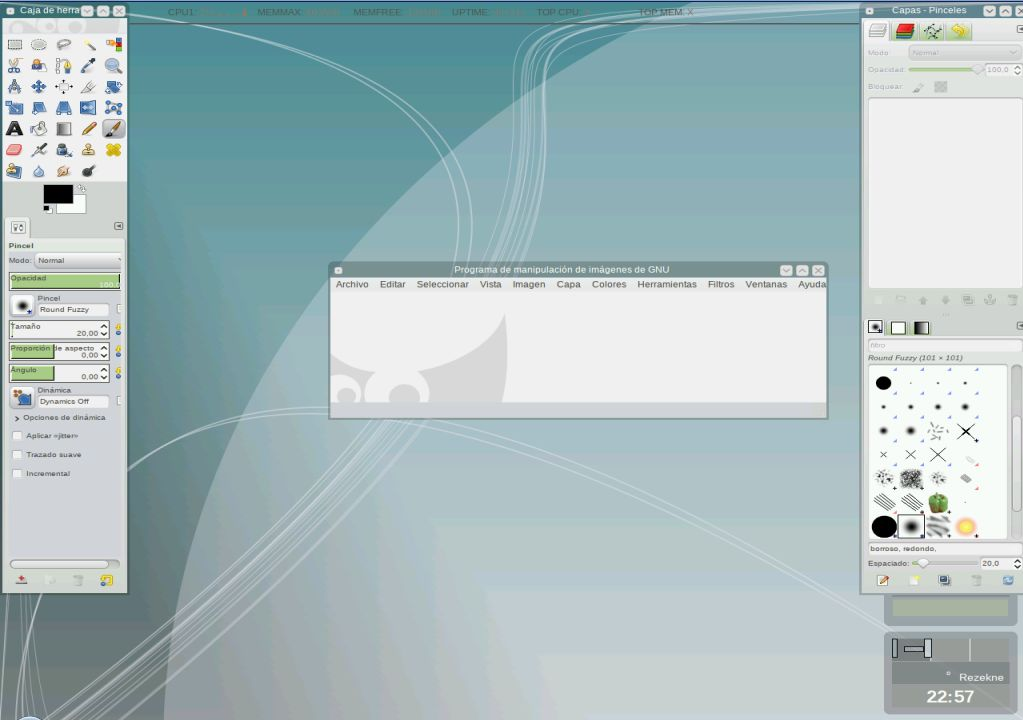
Gimp en Austrumi

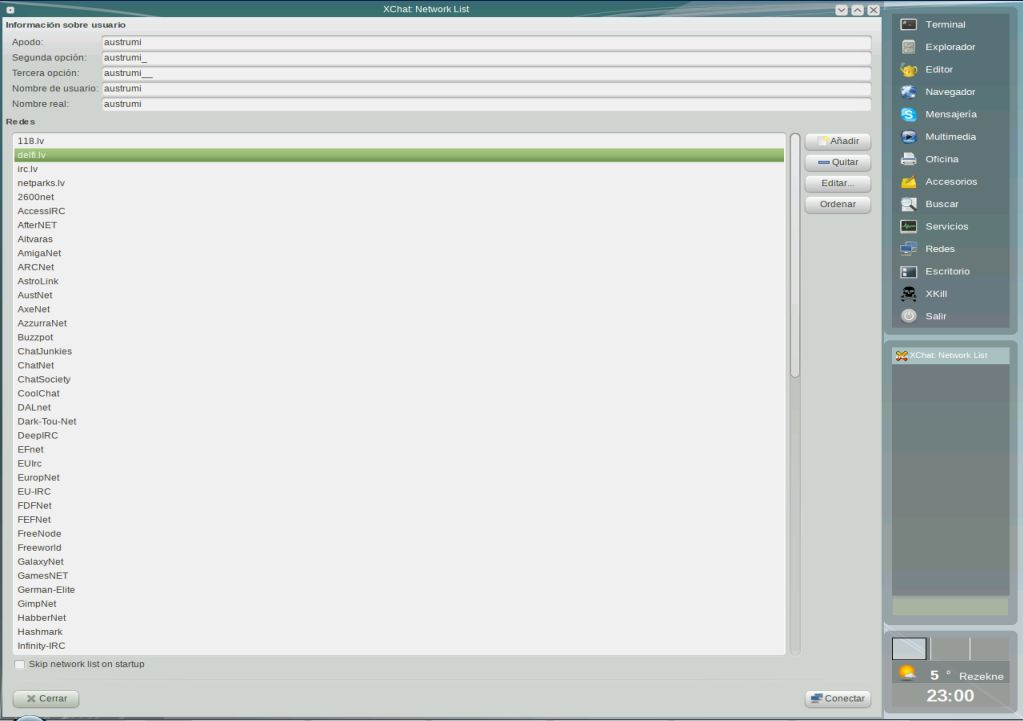
XChat en Austrumi

- CPU: Procesador Intel compatible (pentium 2 o superior)
- RAM: - Al menos 512 MB de memoria RAM (si se tienen 128 Mb o menos, entonces se debe correr o arrancar con: al nocdcache.
- Disco duro: No es necesario.
- CD-ROM: Arranca desde el lector de CD-ROM.
- USB: Puerto USB 2.0

## Software incluido<Programas que contiene
- X Window System
- metacity
- Gráfica

- gqview
- gimp
- inkscape

- Oficina

- gcalctool
- abiword
- gnumeric
- stardict
- bluefish
- gv

- Entorno de red

- nmap
- ettercap
- vqcc-gtk
- ant
- hydra
- LinNeighborhood
- tsclient
- telnet
- gputty
- mtr

- Internet

- firefox
- uebimiau
- linuxdcpp
- xchat
- linphone
- gitmail
- apache
- vsftpd
- xmail

- Multimedia

- mplayer
- simplecdrx
- sweep (editor y reproductor de audio)

- Juegos

- ltris
- atomix
- xboard:phalanx
- gnomine
- gtkballs
- icebreaker

- Otros

- emelfm2
- rxvt
- htop
- mc
- qemu
- xproc
- partimage
- voarti
- gtkfind
- turma
- xfdiff4
- hexedit

- Servers

- ample - a simple MP3 server
- bind - DNS server
- nginx - web server
- mysql - database server
- postgresql - database server
- vsftpd - ftp server
- dovecot - imap server
- xmail - mail server

- Info about network

- Autoscan-network - network exploration utility
- ettercap - sniffer/interceptor/logger for LAN
- IP calculator (javascript)
- mtr - traceroute
- nettools - network diagnostic tools
- nmap - network scanner

- Firewall

- gtkiptables - frontend for iptables
- efwgen - easy firewall generator
- voarti - firewall/router

Remote
- gputty - ssh client
- smbbox - samba client
- sshfs - sshfs client
- CurlFtpFs - ftp client
- telnet - telnet client
- GtkRdesktop - frontend for rdesktop
- gVNCviewer - frontend for vncviewer